# Pauselijke staatsiestola

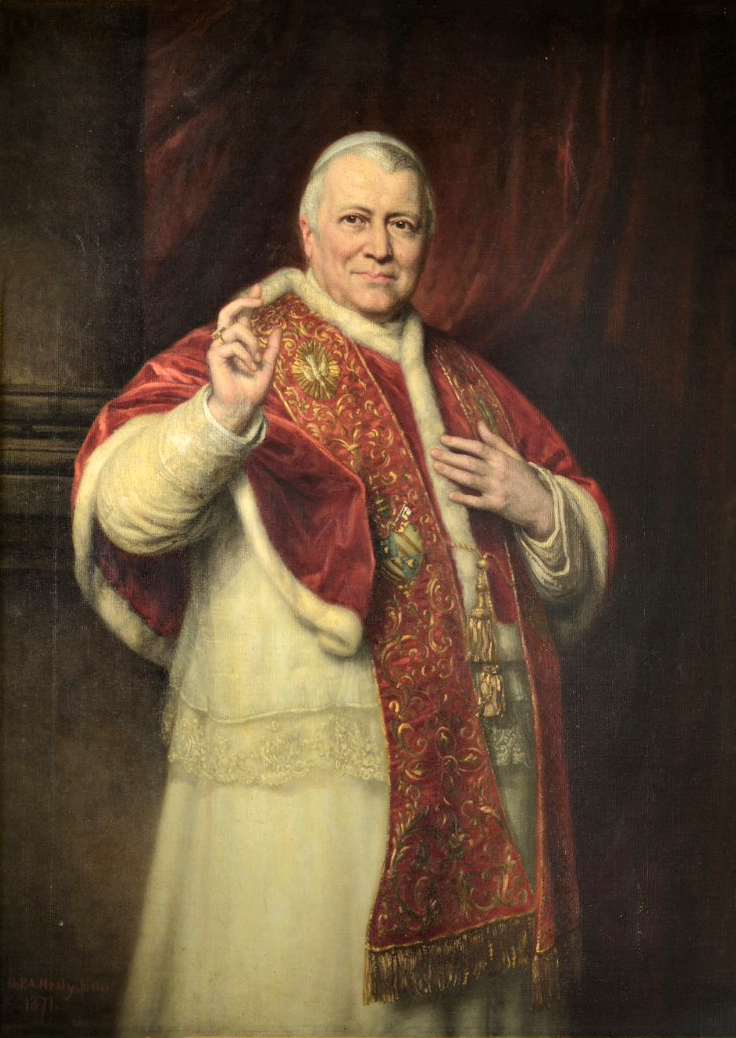
Paus Pius IX in staatsiestola

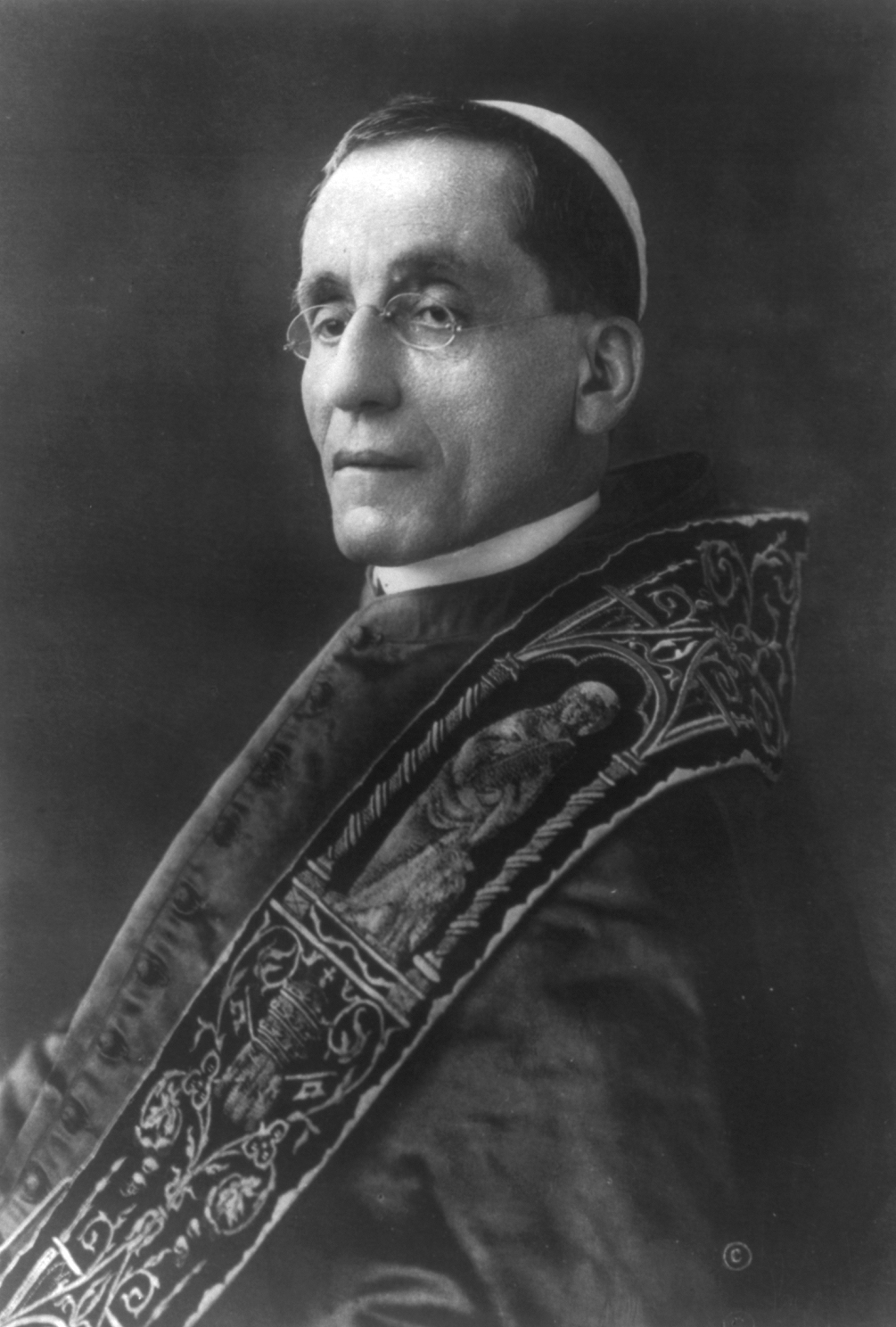
Paus Benedictus XV in staatsiestola

De Pauselijke staatsiestola is een brede stola die niet bedoeld is als liturgisch attribuut, maar als symbool van het pausschap. Op de stola is het pauselijk wapen aangebracht en zij is, anders dan het pallium, de vissersring en de staf, het enige symbool dat exclusief door de paus gedragen wordt. De vaak rijk  goudgeborduurde stola wordt gedragen bij officiële gelegenheden zoals de ontvangst van katholieke buitenlandse staatshoofden, maar ook wanneer de paus in koorkledij is bij religieuze samenkomsten, zoals bij het geven van de zegen urbi et orbi. Staatsiestola's worden vaak gedragen boven de mozetta en zijn meestal gemaakt van rode stof met gouden versieringen. Voor de paastijd kan de paus gebruikmaken van een witte staatsiestola.
Een bijzondere gebeurtenis met de staatsiestola deed zich voor in Venetië waar paus Paulus VI op het San Marcoplein zijn stola afnam en deze om de schouders hing van Albino kardinaal Luciani, de patriarch van Venetië, die hem later zou opvolgen als paus Johannes Paulus I.

## Discussie
Over het bestaan en het gebruik van deze specifieke stola bestaan verschillende inzichten. Sommigen menen dat het hier gaat om een gewone, pastorale stola die in de liturgie wordt gebruikt. In andere bronnen komt de stola als Pauselijke Stola en als teken van de pauselijke waardigheid voor.